# Inside Mari
Inside Mari (jap. ぼくは麻理のなか Boku wa Mari no Naka) ist eine Mangaserie von Shūzō Oshimi, die in Japan von 2012 bis 2016 erschien. Sie wurde als Fernsehserie umgesetzt und in mehrere Sprachen übersetzt, darunter auch ins Deutsche.

## Inhalt
Der zurückgezogen lebende, ehemalige Student Isao Komori erwacht eines Morgens im Körper der Oberschülerin Mari Yoshizaki. Er hatte das Studium hingeschmissen, nachdem er an der Uni keinen Anschluss und keine sozialen Kontakte gefunden hatte. Seine letzte verbliebene Freude war, die schöne Jugendliche zu beobachten, wenn sie jeden Abend im Kombini einkauft. Nun plötzlich in ihrem Körper versucht er, ihr Leben weiterzuleben, als wäre nichts anders, da er nicht weiß, wem er sich anvertrauen kann. Doch die Interaktion mit Maris Familie und ihren Freundinnen, die ihn beziehungsweise Mari mit zur Schule nehmen, ist für Isao eine Herausforderung. Schon der Umgang mit dem nun eigenen weiblichen Körper fällt ihm sehr schwer. Schließlich kann er zu seiner alten Wohnung und dem Kombini kommen, in der Hoffnung, so Mari zu treffen. Er trifft seinen eigenen Körper, aber der verhält sich ganz normal und erkennt Maris Körper nicht. So muss er sich auf die Suche nach Mari machen. Unterstützung erhält er durch Maris Mitschülerin Yori Kakeguchi, die erkannt hat, dass nicht Mari in ihrem Körper steckt.

## Veröffentlichung
Die Serie erschien zunächst ab März 2012 in einzelnen Kapiteln im Magazin Manga Action. Im September 2016 wurde der Manga dort abgeschlossen. Der Verlag Futabasha brachte die Kapitel auch gesammelt in neun Bänden heraus. Auf Deutsch erscheint die Serie seit Oktober 2024 bei Manga Cult in bisher fünf Bänden (Stand Juni 2025). Die Übersetzung stammt von Martin Gericke. Auf Englisch wird der Manga von Denpa veröffentlicht, auf Französisch von Delcourt und auf Italienisch von Goen.

## Fernsehserie
In Japan entstand eine Umsetzung des Mangas als achtteiliges Dorama für das japanische Fernsehen. Das Drehbuch schrieb Yūko Shimoda und Regie führten Sumisu, Hatsuki Yokoo und Hiroto Totsuka. Produzent war Yuka Sakurai und die Musik komponierte Enon Kawatani. Die Hauptrollen übernahmen Elaiza Ikeda (Mari Yoshizaki) und Ryō Yoshizawa (Isao Komori). Die Serie wurde ab dem 31. März 2017 von Fuji TV zunächst per Streaming und später im Fernsehen ausgestrahlt.

## Rezeption
Mehrere Bände der Serie gelangten in Japan in die Manga-Verkaufscharts. Band 3 erreichte mit über 21.000 Verkäufen in einer Woche Platz 27, Band 6 mit einer ähnlichen Anzahl Platz 49 und Band 8 mit über 18.000 verkauften Exemplaren Platz 37.
Die japanische Buchhandelskette Kinokuniya entfernte Inside Mari 2020 aus ihren Läden in Australien, nachdem ein regionaler Abgeordneter sich in einem Brief an das Unternehmen über „kinderpornografisches Material“ in deren Angebot beschwert hatte, ohne konkrete Titel zu nennen.